# Генадий Скитник
Генадий Скитник, е български националреволюционер, възрожденец, духовник, йеромонах.

## Биография
Роден е като Иван Стоянов Караиванов през 1832 г. вероятно в град Ихтиман, тъй като носи прякора Ихтимански. Участва на младини в националреволюционното движение. Четник в четата на Ильо войвода. Участва в Първата българска легия на Георги Раковски.
Замонашва се и като йеродякон е игумен на Драгалевския манастир „Света Богородица Витошка“. Свещеник е в Татар Пазарджик, където остава до сформирането на Втората легия за която се връща в Сърбия.
Приятел и съратник на Васил Левски в основаването на комитетите и революционната работа в Софийско. Съосновател и член на Софийския частен революционен комитет (1870). Пренася и комитетската поща. Често крие Васил Левски в манастира и прави там заседания на комитета. Наред с игуменството на Драгалевския надзирава и Шияковския манастир „Свети Архангел Михаил“ при Костинброд. Тук с Васил Левски основават през 1871 г. Костинбродския частен революционен комитет и правят заседания. Ползва във ВРО псевдоним Риза ефенди от Ихтиман. 
След ареста на Васил Левски емигрира в Сърбия. Среща се там с Панайот Хитов и планират изпращане на чети и бунт в България. През март 1876 г. се среща в Солун с организаторите на Разловечкото въстание. Петър Солунски му поверява за приготовленията, които се вършат и го кани на среща със съмишлениците. В тези разговори отец Генадий ги запознава с подготовката на Априлското въстание, което е предвидено да избухне през май. След това посещава  Велес, за да се запазнае и с подготовката за въстание там. Уговорената среща е провалена поради предателство и отецът се връща в Сърбия. След разгрома на Априлското въстание участва в Сръбско-турската война, а по-късно и в Руско-турската. След края на войната се завръща в София и е игумен на Горнобанския манастир „Св.Св. Кирил и Методий”. Към 1881 г. за втори път е игумен на Драгалевския манастир за около година – година и половина. В началото на 1883 г. заминава за Габровските манастири. Около 1885 г., след Съединението, отец Генадий отива в Пловдив, където става военен свещеник към Първи софийски пехотен полк. По време на Сръбско-българската война полкът е в района на Сливница и  става ядрото на Брезнишко-трънския отряд.
През 1890 г. отец Генадий е извикан в Софийската митрополия на духовно дело, разглеждано от Софийския епархийски съвет. Той е обвинен, че е нарушил Екзархийския устав, самонастанил се в Драгалевския манастир и е злоупотребил с доходите на манастира. Отстранен е и му е забранено да служи. Изпратен е на заточение в Рилския манастир. В същото време ръководството на Рилския манастир изпраща оплакване от него до Светия Синод, за това, че той пиянства, хули всичко църковно и е вадил револвер в манастира. Така продължава животът му до 1895 г., когато жителите на с. Жабляно изпращат молба до Светия Синод той да бъде назначен за игумен на техния манастир, който стои празен вече 10 години. Синодът решава да не уважи тази молба, но въпреки това на през април 1895 г. отец Генадий напуска Рилския манастир и около половин година се намира в неизвестност.
Според някои сведения той е починал около 1900 г. в Света гора на Атон, а според внука на сестра му – Методи Кошев, йероманах Генадий е починал около 1903-1904 г. в гр. София.
Улица в софийския квартал „Драгалевци“ е наименувана „Отец Генадий“ (Карта).
В Шияковския манастир през 2015 г. е открита паметна плоча на отец Генадий със снимка и биографична информация.